# Jorge Luis Ortega García
Jorge Luis Ortega García (San Jacinto 1960 - Bogotá 20 de octubre de 1998) fue un trabajador y líder sindical colombiano.

## Biografía
Trabajo en la Electrificadora de Bolívar en Cartagena, desde 1978, donde se formó como líder sindical.
En 1990, fue elegido miembro del Comité Ejecutivo de la Central Unitaria de Trabajadores, y mientras ejercía, cuatro años después fue víctima de montajes judiciales, debido a su asistencia al IV Congreso Latinoamericano por la Solidaridad, la Soberanía y la Autodeterminación y la Vida de Nuestros pueblos, en Cuba. Fue privado de la libertad por estar presuntamente vinculado con la guerrilla del Ejército de Liberación Nacional (ELN). Posteriormente, la Fiscalía General de la Nación precluyó la investigación a su favor el 28 de diciembre de 1998.
El 22 de septiembre de 1998, sufrió un allanamiento en su residencia donde su compañera fue torturada y amenazada. Ortega denunció amenazas pero no obtuvo protección alguna.
Hacía parte del Comando Nacional del Paro Estatal de los Trabajadores, en octubre de 1998, contra la privatización de empresas estatales, el congelamiento de salarios de los trabajadores estatales y otras políticas del gobierno de Andrés Pastrana. Durante ese paro fueron asesinados los sindicalistas Marco Pérez y Orfa Ligia Mejía, y otros sufrieron atentados.

## Asesinato
Fue asesinado por un sicario el 20 de octubre de 1998, cuando ingresaba a su residencia en Bogotá. Su familia acusó a organismos del Estado de su asesinato.
En mayo de 2002 fue condenado Rafael Céspedes Álvarez como autor material del homicidio, los autores intelectuales no se identificaron. En 2021, su asesinato fue declarado como de Lesa Humanidad.

## Homenajes
Lleva su nombre la Corporación Jorge Luis Ortega García.